# Aonori
Aonori (Japonsky: 青海苔) jsou jedlé zelené mořské řasy zahrnující druhy z řádu Monostroma a Enteromorpha patřících do čeledi Ulvaceae.

## Pěstování
Kromě využití přirozených zdrojů jsou pěstovány v některých zálivech na pobřeží Japonska.

## Výživa
Obsahuje velké množství sloučenin prvků jako vápník, hořčík, lithium, řadu vitamínů a aminokyselin.

## Použití

### V původní formě
Používá se při přípravě japonských polévek, tempury a jako materiál při výrobě sušeného nori a cukudani.

### Prášek z usušených řas
Někdy se, vzhledem k omezené produkci, společně s aonori používají i jiné druhy řas.
Často se využívá k ochucování japonských jídel, jako:
- smažené nudle (jakisoba nebo jakiudon)
- okonomijaki
- takojaki
- tempura
- isobe moči
- šičimi